# Distrito de Putnok
El distrito de Putnok (húngaro: Putnoki járás) es un distrito húngaro perteneciente al condado de Borsod-Abaúj-Zemplén.
En 2013 tenía 19 081 habitantes. Su capital es Putnok.

## Municipios
El distrito tiene una ciudad (en negrita) y 25 pueblos (población a 1 de enero de 2012):
- Aggtelek (535)
- Alsószuha (479)
- Bánréve (1271)
- Dövény (283)
- Dubicsány (285)
- Felsőkelecsény (364)
- Felsőnyárád (980)
- Gömörszőlős (77)
- Hét (493)
- Imola (96)
- Jákfalva (525)
- Jósvafő (235)
- Kánó (163)
- Kelemér (525)
- Királd (834)
- Putnok (6634) – la capital
- Ragály (649)
- Sajómercse (221)
- Sajónémeti (493)
- Sajópüspöki (503)
- Sajóvelezd (826)
- Serényfalva (970)
- Szuhafő (141)
- Trizs (195)
- Zádorfalva (480)
- Zubogy (577)